# 张志毅
张志毅（1912年—1997年），男，辽宁台安人，中国人民解放军少将军衔（1964年晋升）。曾任中南军区炮兵参谋长、广州军区炮兵副司令员、济南军区炮兵代司令员、副司令员、顾问。

## 家庭
中原网郑州晚报称中华人民共和国副总理张德江为其子，但张德江曾经亲口提到他的家庭是普通农民，而且这一说法也在《张德江-薄熙来的掘墓人》一书中得到确认。